# Georges-Louis Le Sage
Georges-Louis Le Sage ( * 13 de junio de 1724 en Ginebra - 9 de noviembre de 1803 en Ginebra) fue un físico suizo conocido por su teoría de la gravitación, por la invención de un telégrafo eléctrico y por sus estudios sobre la teoría cinética de los gases.

## Vida y educación
Le Sage nació en Ginebra, fue hijo de Georges-Louis Le Sage de Couches (Borgoña), un descendiente de Théodore-Agrippa d'Aubigné, y de Anne Marie Camp. Su padre fue un autor de escritos sobre diversos temas e interesó a su hijo desde temprena edad sobre sus propios estudios y sobre la obra del poeta romano Lucrecio. Según Pierre Prévost la educación impartida por sus padres fue muy estricta y como reacción Le Sage tenía tendencia a aislarse y a meditar sobre diferentes temas. Contrariamente a su padre, que sólo manifestaba interés por hechos concretos y desechaba generalizaciones, le Sage se interesaba por la búsqueda de principios abstractos, quizás debido a su memoria deficiente y a sus tendencias meditativas. 
Le Sage se educó inicialmente en el Colegio de Ginebra, donde se conectó con Jean-André Deluc. Además de filosofía, estudió matemáticas con Gabriel Cramer, y física con Calendrini. Luego decidió estudiar medicina en Basilea, donde también dio cursos privados de matemáticas. Allí conoció a Charles Bonnet y a Daniel Bernoulli, cuyo trabajo sobre la naturaleza cinética de los gases ejerció una gran influencia sobre Le Sage. Luego abandonó Ginebra para continuar sus estudios de medicina en París. Al regresar a Ginebra trató de trabajar como médico, pero la autorización le fue denegada por cuanto su padre era nativo de Francia. 
Contra la voluntad de su padre, Le Sage decidió consagrarse a las matemáticas y particularmente a investigar los mecanismos de la gravedad. Trató infructuosamente de obtener un cargo de profesor de matemáticas en Ginebra.
Aunque Le Sage no efectuó muchas publicaciones durante su vida, tuvo un intenso intercambio epistolar con personalidades tales como Jean le Rond d'Alembert, Leonhard Euler, Paolo Frisi, Ruđer Bošković, Johann Heinrich Lambert, Pierre Simon Laplace, Daniel Bernoulli, Firmin Abauzit, Lord Stanhope etc..
Dio cursos privados de matemáticas, y sus alumnos, entre ellos La Rochefoucauld, Simon Lhuilier, Pierre Prévost, fueron sumamente impresionados por su personalidad. Fue correspondiente de la Academia de Ciencias de París y también miembro foráneo de la Royal Society de Londres. Le Sage murió a los 79 años en Ginebra.

## Carácter y salud
Le Sage describe su manera de pensar y trabajar, explicando:
Nací con cuatro disposiciones bien adaptadas para efectuar progresos en la ciencia, pero con dos grandes defectos en las facultades necesarias para tal propósito
1. Ardiente deseo de saber la verdad
2. Gran activitdad mental
3. Infrecuente (justesse) falta de entendimiento
4. Fuerte deseo por la precisión y la distinción en las ideas
5. Excesivas lagunas de memoria
6. Enorme incapacidad de continua atención.